# Telebasis abuna
Telebasis abuna är en trollsländeart som beskrevs av Bick 1995. Telebasis abuna ingår i släktet Telebasis och familjen dammflicksländor. Inga underarter finns listade i Catalogue of Life.